# يوشيوكي هاسيجاوا
يوشيوكي هاسيجاوا (باليابانية: 長谷川 祥之) (11 فبراير 1969 في يوجي في اليابان – )؛ هو لاعب كرة قدم ياباني سابق كان يلعب كمهاجم. سبق له أن لعب مع منتخب اليابان.

## وصلات خارجية
- يوشيوكي هاسيجاوا على موقع رابطة كرة القدم اليابانية للمحترفين (اليابانية)
- يوشيوكي هاسيجاوا على موقع قاعدة بيانات كرة القدم.إي يو (الإنجليزية)
- يوشيوكي هاسيجاوا على موقع ناشيونال فوتبول تيمز (الإنجليزية)
- يوشيوكي هاسيجاوا على موقع عالم كرة القدم.نت (الإنجليزية)

- National Football Teams
- Japan National Football Team Database